# Andon (sistema de control)
El Andon es un sistema utilizado para alertar de forma visual los problemas en un proceso de producción. 
Da al operario o a la máquina automatizada la capacidad de detener la producción al encontrarse un defecto y de continuarla cuando se soluciona. Motivos comunes para el uso de la señal Andon pueden ser falta de material, defecto creado o encontrado, mal funcionamiento del utillaje o la aparición de un problema de seguridad.
La complejidad de un sistema Andon puede ser variable. La forma más simplificada es la de una columna de luces de varios colores. Una de ellas representa el estado OK en el que la producción transcurre de forma normal, respetando la cadencia de producción estándar y sin problemas de calidad, seguridad...
Las otras representan cada una de las categorías de fallo que se quieran identificar y se encienden cuando se produzca un fallo de la categoría correspondiente.
Un ejemplo de distribución de luces puede ser como sigue.
- Blanco.- Producción normal
- Rojo.- Problema de Calidad
- Naranja.- Falta de material
- Azul.- Problema con el utillaje o la máquina

Los sistemas más evolucionados pueden detallar aún más los tipos de error, comunicar los fallos a una red informática y registrar datos sobre el funcionamiento del puesto o de la línea de producción.